# Basilique Notre-Dame-de-la-Miséricorde de Maribor
Pour les articles homonymes, voir Basilique Notre-Dame-de-la-Miséricorde.
 (juin 2024).
Si vous disposez d'ouvrages ou d'articles de référence ou si vous connaissez des sites web de qualité traitant du thème abordé ici, merci de compléter l'article en donnant les références utiles à sa vérifiabilité et en les liant à la section « Notes et références ».
La basilique Notre-Dame-de-la-Miséricorde (en slovène : bazilika Matere Usmiljenja) est une église franciscaine de Maribor, en Slovénie. Elle a été construite en briques en style néo-roman et a été achevée en 1900.

## Description
La basilique située au nord de la Drave de style néo-roman est l’œuvre de l’architecte viennois Richard Jordan. La construction a été supervisée par l’architecte de la cour de Vienne Josef Schmalzhofer de Vienne. Le monastère franciscain de deux étages attenant au bâtiment de l’église au sud a également été construit à la même époque.
La basilique à trois nefs a deux tours puissantes sur sa façade, chacune de 58 mètres de haut. L’intérieur de l’église a également été conçu par l’architecte Richard Jordan.

## Histoire
La basilique de la Mère de la Miséricorde se dresse sur le site de l’ancienne église des Capucins, construite au XVIIe siècle à l’instigation du comte Jakob Khiesla. En raison du nombre croissant de croyants, le père franciscain Kalist Heric a initié la construction d’une église plus grande. La construction a commencé en 1892 et le 11 août 1900, la nouvelle église a été consacrée par l’évêque Michael Napotnik. Le 7 novembre 1906, le pape Pie X l’éleva au rang de basilique mineure, comme le commémore une plaque au-dessus du portail principal conçue par le sculpteur académique Viktor Gojkovič.